# Рудолф I фон Юзенберг
Рудолф I фон Юзенберг (на немски: Rudolf I von Üsenberg; † сл. 1231) от фамилията Юзенберг, е господар на Юзенберг в Брайзгау.
Той е син на Бурхард I фон Юзенберг († сл. 1203). Внук е на Хесо II († сл. 1157), фогт фон Юзенберг, и правнук на Хесо I фон Юзенберг († 1111). Потомък е на Хесо фон Айхщетен († 1072) и Гута.
През 1249 г. син му Рудолф II основава град Кенцинген при селото Кенцинген.

## Деца
Рудолф I фон Юзенберг се жени и има два сина:
- Рудолф II фон Кенцинген ( † 1259), господар Кенцинген/Юзенберг, женен I. за графиня Кунигунда фон Катценелнбоген († пр. 20 август 1253), II. ок. 1311 г. за Елизабет фон Лихтенберг (* ок. 1246; † сл. 1270)
- Бурхард II фон Юзенберг († 16 октомври 1248, погребан във Вонентал), женен за дъщеря на граф Егон V фон Урах „Брадатия“ († 1230) и принцеса Агнес фон Церинген († 1239); няма деца